# هرمان مارتن أسموس
كان هرمان مارتن أسموس (بالألمانية: Hermann Martin Asmuss) (مواليد 31 مايو 1812 - 6 ديسمبر 1859) عالمًا ألمانيًا من البلطيق وأستاذًا في جامعة تارتو في علم الحفريات الحيوانية.
ولد هرمان مارتين أسموس في دوربات، إستونيا، وهو نجل الكاتب والشاعر يوهان مارتن أسموس وكريستين لويس أسموس. درس في الجامعة الإمبراطورية لدوربات وحصل على الدكتوراه من جامعة ألبرتوس في كونيغسبرغ. في عام 1857 أصبح أستاذاً ومديرًا لـ «مجلس التاريخ الطبيعي» في جامعة تارتو. يكمن مجال عمله الرئيسي في تصنيف نصفيات الأجنحة. وقد سميت السحلية سارة أسموسي على اسمه.
في عام 1856 قام بنشر Das vollkommenste Hautskelet der bisher bekannten Thierreihe.